# Гримальди, Франческо Мария
Франческо Мария Гримальди (1618—1663) — итальянский физик и астроном ордена иезуитов.

## Биография
Родился 2 апреля 1618 в Болонье в семье состоятельного торговца шёлком. 18 марта 1632 вступил в орден иезуитов, в течение 1637—1645 гг. изучал философию, риторику, теологию, в 1647 г. получил степень доктора философии, в 1651 г. принял сан священника.
Преподавал в болонской Коллегии иезуитов сначала философию, затем, вследствие споров с собратьями по обществу Иисуса был отстранён от преподавания философии и преподавал математику.
Открыл дифракцию и интерференцию света, ввёл представление о волновой природе света, хотя в не слишком чистом и определённом виде, связал с нею цвета. («Физическо-математический трактат о свете, цветах и радуге», опубликован посмертно, в 1665 г.).
Описал солнечный спектр, полученный с помощью призмы.
Совместно с Дж. Б. Риччиоли составил карту Луны и ввёл название лунных образований, употребляющиеся по сей день.

## Труды
- Physico-mathesis de lumine, coloribus et iride, aliisque adnexis libri duo («Физическо-математический трактат о свете, цветах и радуге», 1665).
- De vita urbana libri 5 (1725).
- De vita oeconomica libri tres (1738).
- De vita aulica libri duo (1741).

## Память
В 1935 г. Международный астрономический союз присвоил имя Гримальди кратеру на видимой стороне Луны.